# Сен-Леже Эберл Абастения
Абастения Сен-Леже Эберл (англ. Abastenia St. Leger Eberle; 6 апреля 1878[…], Уэбстер-Сити, Айова — 26 февраля 1942[…], Нью-Йорк, Нью-Йорк) — американский скульптор.

## Биография
Родилась 6 апреля 1878 года в городе Уэбстер-Сити в семье врача и музыкантши.

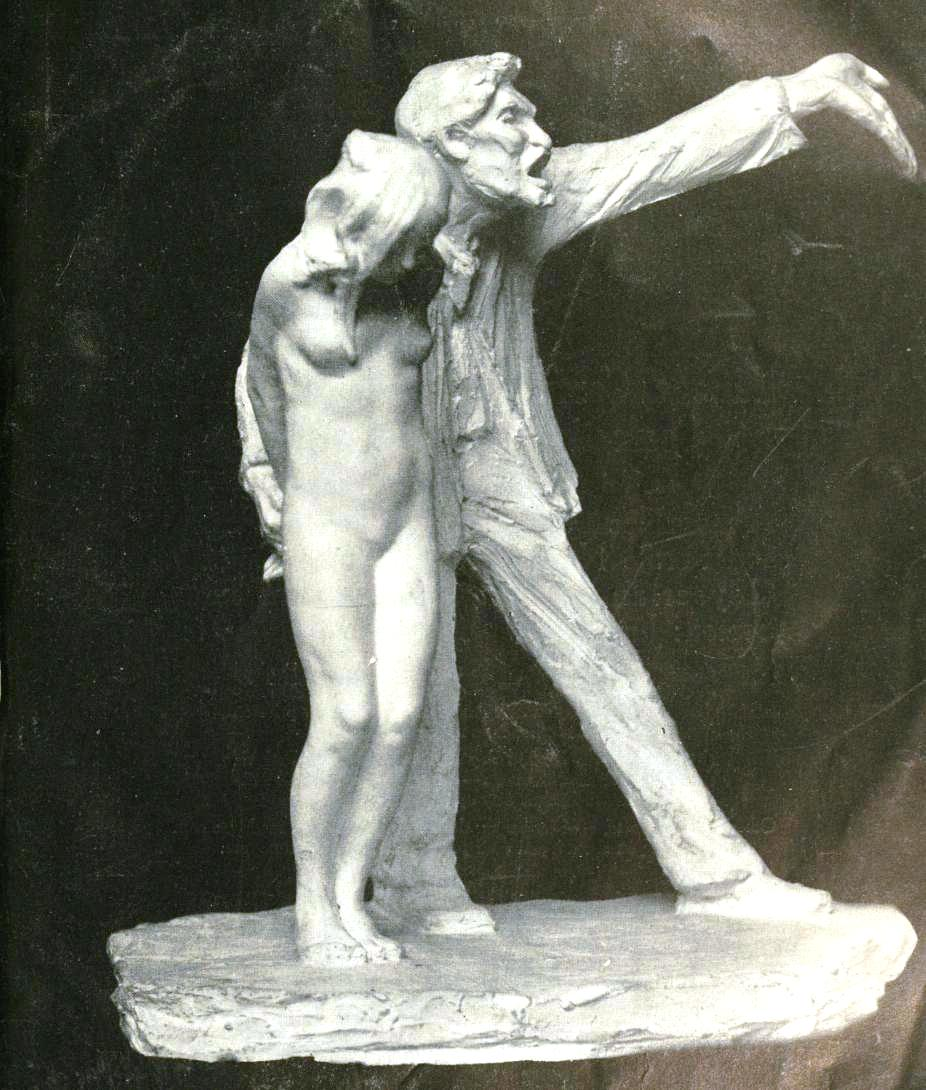
«Белая рабыня» (1913)

В 1906 году была избрана в Национальное общество скульпторов (США).
Одна из её наиболее известных работ «Белая рабыня» (англ. White Slave) посвящена детской проституции, которая у британцев в то время эвфемистически называлась «белое рабство». Скульптура, созданная в 1913 году, была выставлена на проходившем в том же году Эрмори шоу, где вызвала «бурю ожесточённых споров».
Эберл считала, что искусство должно содержать социальную функцию, что «художники не имеют право на труд как индивидуалист без ответственности перед другими. [Художники] должны видеть для людей — раскрывать их к себе и друг к другу».
Абастения Сен-Леже Эберл мерла 26 февраля 1942 года в городе Нью-Йорке.